# Dva duby v Točné
Dva duby v Točné jsou památné stromy, které rostou na jihovýchodním okraji obce na rohu ulic Branišovská a K Výboru, nedaleko od zastávky MHD Točná. Spadají do přírodního parku Modřanská rokle – Cholupice.

## Parametry stromu
- Výška (m): 21, 20
- Obvod (cm): 320, 257
- Ochranné pásmo: ze zákona
- Datum prvního vyhlášení: 08.06.1998[1][2]
- Odhadované stáří: 150 let (r. 2016)[3]

## Popis
Stromy mají dlouhé kmeny, které se ve výšce střechy sousední stavby rozdělují na více větví. Protože bezprostředně sousedí s komunikací, byly spodní větve odstraněny; přesto jsou oba stromy zavětvené místy až k zemi. Dub blíž ke stodole je mohutnější a má bohatší korunu. Jejich zdravotní stav je velmi dobrý.

## Historie
Duby byly vysazeny kolem roku 1865 u původní hospodářské usedlosti. V 70. letech 20. století zde vypukl požár a ten koruny obou dubů také zasáhl.

## Památné stromy v okolí
- Dub severně ulice Branišovské v Točné
- Dub letní u samoty Nouzov v Točné
- Dub v polích mezi Točnou a Cholupicemi

## Turismus
Nedaleko dubů vedou turistické značené trasy  3129 z Malé Chuchle k Hálkovu pomníku a  6078 z Točné přes Zbraslav do Károvského údolí.